# Heiligingsbeweging
De heiligingsbeweging is een beweging binnen het christendom die leert dat de menselijke natuur bevrijd kan worden door geloof in Jezus Christus en de kracht van de Heilige Geest.  De gelovige zou – wanneer zijn zonden vergeven zijn – ook de kracht krijgen om rein van hart te blijven en niet meer te zondigen.
De heiligingsbeweging probeerde een christelijk geloof naar voren te brengen dat persoonlijk, praktisch, levensveranderend en opwekkend was. De leer van de beweging stoelt om vier sleutelpunten:
1. een wedergeboorte door genade bij geloof;
2. een gehele reiniging van zonde als tweede werk van genade, uit genade, bij geloof, en met de kracht van de Heilige Geest;
3. de zekerheid van de redding door het getuigenis van de Heilige Geest;
4. het hebben van een heilig leven door de aanwezigheid van de Heilige Geest:

Bij de vierde pijler wordt vaak gedacht aan een leven zonder zonde. Vaak werd dit echter genuanceerder uitgedragen. Zo geloofde John Wesley, de belangrijkste inspirator van de beweging, niet in een zondevrij leven.

## Positie
Wesley besteedde veel aandacht aan het onderwerp heiliging. Na zijn dood werd zijn boodschap verder uitgedragen door zijn volgelingen. Een groot aantal mensen werd door de boodschap beïnvloed en sommige begonnen deze ook zelf uit te dragen en (soms) verder uit te werken. Onder hen waren Catherine Booth (vrouw van William Booth), Thomas Upham en Charles Finney. De meeste van hen ondergingen ook een mystieke ervaring, meestal door hen zelf aangeduid als de doop met de Heilige Geest.
In 1867 werd tijdens camp meeting in Vineland, New Jersey de National Holiness Association opgericht. Tienduizenden mensen kwamen af op opwekkingsbijeenkomsten. Rond 1870 bereikte de boodschap ook Engeland en inspireerde daar een groot aantal mensen. In 1874 werden er bijeenkomsten gehouden in Brighton en Keswick. Hier kwam de zogeheten Keswick Convention uit voort. Deze bestaat nog steeds en heeft een zekere invloed.
De grootste critici uit de beweging komen uit calvinistische, baptistische en presbyteriaanse hoek. De felste kritiek is er op de stelling dat christenen zonder zonden zouden zijn. Zij geloven dat God de mens heeft gereinigd van zonde, maar dat de oorsprong van de zonde nog steeds in de mens zit. Een van de meer hedendaagse critici is de Brits-Canadese theoloog James I. Packer. De meeste aanhang van de heiligingsleer is terug te vinden bij de methodisten. Hoewel de pinksterbeweging voor een deel voortkomt uit de heiligingsbeweging hangt een groot deel van de pinksterkerken toch het meer calvinistische mensbeeld aan. Toch neigt de leer in bepaalde van deze kerken meer richting de heiligingsleer.

## Wortels
De wortels van de heiligingsbeweging zijn tot een aantal stromingen te herleiden:
- De Reformatie zelf met haar aandacht voor redding door genade en bij geloof alleen
- De puriteinen met hun aandacht voor de bijbel en het recht zich af te splitsen van een gevestigde kerk
- Het piëtisme, zoals onder andere voorkomt bij de hernhutters, met de focus om het spirituele leven van het individu, gepaard met de verantwoordelijkheid een goed leven te leiden.
- De quakers met hun drang om God te ervaren
- De First Great Awakening en Engelse evangelicalen zoals Wesley met de nadruk op het hebben van een bekeringsmoment
- De Second Great Awakening met de aandacht voor persoonlijke bekering en grote opwekkingsbijeenkomsten.